# Dipturus wengi
Dipturus wengi är en rockeart som beskrevs av Bernard Séret och Last 2008. Dipturus wengi ingår i släktet Dipturus och familjen egentliga rockor. IUCN kategoriserar arten globalt som livskraftig. Inga underarter finns listade i Catalogue of Life.